# جين أ. روجرز
جين أ. روجرز (بالإنجليزية: Jane A. Rogers)‏ هي ممثلة أمريكية، ولدت في 6 أبريل 1960 في منيابولس في الولايات المتحدة.

## وصلات خارجية
- جين أ. روجرز على موقع IMDb (الإنجليزية)
- جين أ. روجرز على موقع أول موفي (الإنجليزية)
- جين أ. روجرز على موقع قاعدة بيانات الأفلام السويدية (السويدية)
- جين أ. روجرز على موقع قاعدة بيانات الفيلم (الإنجليزية)